# Marcelo Oliveira
Marcelo de Oliveira Santos, genannt Marcelo Oliveira, (* 4. März 1955 in Pedro Leopoldo, MG) ist ein ehemaliger brasilianischer Fußballspieler und aktiver -trainer.

## Spielerkarriere

### Verein
Als Spieler war er von der Spielzeit 1973/74 bis 1978 für Atlético Mineiro aktiv und erzielte in dieser Zeit 18 Treffer bei 76 Einsätzen. Von 1979 bis 1982 wird er als Spieler von Botafogo FR geführt. In diesem Zeitraum weist die Statistik für ihn 36 absolvierte Spiele und sechs geschossene Tore aus. Es folgte 1982 eine Karrierestation bei Nacional Montevideo in Uruguay. 1983 stand er erneut in Reihen von Atlético Mineiro, kam zwölfmal zum Einsatz und traf dabei einmal ins gegnerische Tor. 1984 spielte er für Desportiva Ferroviária. 1985 stand er im Kader von América Mineiro.

### Nationalmannschaft
Für die brasilianische Nationalmannschaft absolvierte er in den Jahren 1975 und 1977 insgesamt mindestens sechs Länderspiele und schoss ein Tor. Sein erstes Spiel bestritt er bei der Copa América 1975. Im Gruppenspiel gegen Venezuela am 30. Juli stand er in der Startelf und wurde in der 72. Minute für Reinaldo ausgewechselt. In dem Turnier bestritt er noch zwei weitere Einsätze. 1977 erhielt er noch vier weitere Einsätze, hiervon gelten drei als offizielle Freundschaftsländerspiele, eines war ein Testspiel gegen eine Auswahlmannschaft aus Rio de Janeiro. In diesem erzielte er ein Tor. Sein einziges offizielles Länderspieltor erzielte er am 14. Juli 1977 im Qualifikationsspiel zur Fußball-Weltmeisterschaft 1978 gegen die Auswahl Boliviens.

## Trainertätigkeit
Nach seiner aktiven Karriere begann er eine Laufbahn als Trainer. In dieser Funktion betreute er von Januar 2010 bis Oktober 2010 Paraná Clube und von Januar 2011 bis September 2012 Coritiba FC. Sodann übernahm er bis November 2012 dieses Amt bei CR Vasco da Gama. Von Dezember 2012 bis Juni 2015 trainierte er den Cruzeiro EC. Er führte den Klub 2013 und 2014 zur nationalen Meisterschaft. Seit Juni 2015 war er Trainer von der SE Palmeiras. Dort gewann er mit dem Team 2015 die Copa do Brasil. Nach der 1:2-Niederlage in der Copa Libertadores 2016 gegen seinen früheren Verein Nacional Montevideo wurde er noch am selben Tag entlassen.
Im Frühjahr 2016 wechselte Oliveira zu Atlético Mineiro. Dort debütierte er in der Série A 2016 am zweiten Spieltag der Saison. Nach der 1:3-Heimspiel-Niederlage am 23. November 2016 gegen den Grêmio FBPA im Hinspiel des Finals der Copa do Brasil 2016, wurde Oliveira am 24. November 2016 seines Amtes enthoben.
Am 20. Juli 2017 gab Coritiba bekannt, Oliveira den Klub bis Ende der Saison in der Série A wieder trainieren wird. Oliviera betreute den Klub bis zum Ende der Série A 2017 in zehn Ligaspielen. Nachdem am letzten Spieltag die Entscheidung fiel, dass Coritiba in die Série B absteigen muss, wurde sein Vertrag nicht verlängert. Ende Juni übernahm er in der laufenden Erstligasaison 2018 den Fluminense FC. Am vorletzten Spieltag der Meisterschaft wurde Oliveira wieder entlassen.
Erst Anfang Oktober 2020 unterschrieb er einen neuen Kontrakt beim Serie B Klub AA Ponte Preta. Der Klub lag zu dem Zeitpunkt auf dem dritten Tabellenplatz nach dem 12. Spieltag der Série B 2020. Mitte Dezember des Jahres erhielt Oliveira wieder seine Kündigung.

## Erfolge als Trainer
Paraná Clube
- Staatsmeister von Paraná: 2011, 2012

Cruzeiro
- Brasilianischer Meister: 2013, 2014
- Staatsmeister von Minas Gerais: 2014

Palmeiras
- Copa do Brasil: 2015